# رفلکس چاداک
رفلکس چاداک (انگلیسی: Chaddock reflex) یک واکنش غیرارادی تشخیصی مشابه با رفلکس بابیتسکی است که با زدن ضربه‌ای خفیف به برآمدگی قوزک ایجاد می‌شود که این کار باعث اکستانسیون (صاف شدن) انگشت شست پا می‌شود و نشانه‌ای از آسیب به مسیر عصبی قشری-نخاعی (کورتیکواسپینال) است.
این رفلکس را نخستین بار چارلز گیلبرت چاداک در سال ۱۹۱۱ توصیف کرد.